# Pleurotomella puella
Pleurotomella puella é uma espécie de gastrópode do gênero Pleurotomella, pertencente a família Raphitomidae.